# Acragas hieroglyphicus
Acragas hieroglyphicus là một loài nhện trong họ Salticidae.
Loài này thuộc chi Acragas. Acragas hieroglyphicus được Elizabeth Maria Gifford Peckham & George William Peckham miêu tả năm 1896.